# Luis Federico Leloir
Luis Federico Leloir (6. září 1906 Paříž – 2. prosince 1987 Buenos Aires) byl argentinský lékař a biochemik, nositel Nobelovy ceny za chemii za rok 1970. Oceněn byl za objev aktivačních cukrů a jejich funkce v biosyntéze polysacharidů. Vystudoval lékařství v Buenos Aires a svůj výzkum prováděl až do smrti v podmínkách nedostatečně financované soukromé výzkumné laboratoře Fundación Instituto Campomar.